# Joel Santana
Joel Natalino Santana (Río de Janeiro, 25 de diciembre de 1948) es un exfutbolista y director técnico brasileño. Actualmente dirige al Black Gold Oil FC de los  Estados Unidos.
A lo largo de su carrera como entrenador, Santana ha entrenado a 16 equipos distintos, y durante un breve periodo de tiempo fue también el seleccionador de Sudáfrica. En Brasil, es conocido por ser el único entrenador que ha sido campeón del Campeonato de Río de Janeiro con los cuatro principales clubes de la ciudad (Flamengo, Fluminense, Botafogo y Vasco da Gama).

## Biografía
Como jugador, Santana fue defensa central a mediados de la década de 1970 en equipos como el Vasco da Gama y el America de Natal. Sin embargo, su carrera se vio truncada por las lesiones, y tuvo que retirarse a los 26 años.
A pesar de este contratiempo, Santana decidió continuar en el mundo del fútbol, y al año siguiente comenzó a entrenar equipos. Su primer club fue el Al Wasl FC, que en 1981 confió en el técnico durante cinco años a pesar de no lograr ningún título. En 1986 el Vasco da Gama le ofrece la oportunidad de regresar a Brasil como su técnico, pero regresa a Oriente para entrenar a Al-Hilal de Arabia Saudí desde 1987 hasta 1990 ganando un título de liga, y con el Al-Nassr hasta 1992.
Ese año regresa al banquillo de Vasco de Gama, con el que logra el Campeonato Carioca en las dos temporadas en las que permanece. Después se marcha al Esporte Clube Bahia, ganando en 1994 el Campeonato Baiano, y un año después ficha por el Fluminense para conquistar el Cariocao frente al Flamengo de Romario. Gracias a estos cuatro títulos en cuatro años, Santana logró forjarse un nombre dentro del fútbol brasileño.
Tras fracasar en el Corinthians, Santana fue contratado por el Botafogo, que hasta entonces era el único equipo de Río de Janeiro que no había dirigido. Con ellos venció el Campeonato Carioca de 1997, y un año después ganó el mismo título con el Flamengo, convirtiéndose así en el primer entrenador que había ganado el Cariocao con los cuatro clubes más grandes de la ciudad, lo que le valió el apodo "Rei do Rio" (rey de Río).
En el año 2000, Santana se encargó de dirigir al Vasco da Gama de nuevo, tomando al equipo en plena Copa Mercosur. El entrenador consiguió que el club venciese la Copa Joao Havelange -que ese año funcionó como campeonato de Liga- y su primer título internacional, al vencer en la Mercosur al Palmeiras. Después de ese título pasó a Coritiba, y en 2001 al Esporte Clube Vitória con el que encadenó dos campeonatos de Bahía y una Copa del Nordeste en 2003.
Su capacidad para ganar títulos hizo que muchos clubes brasileños le contrataran por breves periodos de tiempo, entre los diferentes campeonatos estatales y la Liga brasileña, para obtener campeonatos o evitar el descenso. En 2006 volvió a entrenar un equipo asiático, el Vegalta Sendai de Japón, al que intentó aupar hacia la J1 League sin éxito. 
Después de regresar a Fluminense y Flamengo por breves periodos de tiempo, Santana fue contratado en 2008 como técnico de la selección de fútbol de Sudáfrica, con el objetivo de que ese combinado realizara un buen papel en el Mundial de fútbol de 2010. Santana llegó al cargo a recomendación del anterior seleccionador, Carlos Alberto Parreira, quien dimitió entonces por razones personales. Sin embargo, Joel fue destituido tras perder ocho partidos de nueve disputados, y Parreira regresó al cargo.
En enero de 2010 firma como entrenador del Botafogo hasta marzo de 2011 dónde se llegó a un acuerdo para rescindir el contrato que desde 14 meses atrás unía a ambas partes. En 2010 el equipo fue Campeón Carioca. Diversos conflictos con referentes del plantel (Abreu) y con la hinchada, precipitaron el adiós del estratega. Adilson Batista sería su sustituto.
En 2011 entrena al Esporte Clube Bahia hasta enero de 2012, que rescinde su contrato para firmar con el Flamengo para afrontar un nuevo reto, sustituyendo a Vanderlei Luxemburgo. 
En 2014, tras no obtener los resultados deseados, Vasco da Gama decide rescindir contrato con el técnico y afirma la contratación de Joel Santana. Papa Joel vuelve después de 9 años de su último paso por el club carioca.

## Clubes

### Como futbolista
| Club             | País   | Año         |
| ---------------- | ------ | ----------- |
| Vasco da Gama    | Brasil | 1971 - 1973 |
| Olaria           | Brasil | 1973        |
| Vasco da Gama    | Brasil | 1974 - 1975 |
| América de Natal | Brasil | 1976 - 1980 |

### Como entrenador
| Club              | País                   | Año         |
| ----------------- | ---------------------- | ----------- |
| Al Wasl           | Emiratos Árabes Unidos | 1981 - 1986 |
| Vasco da Gama     | Brasil                 | 1986 - 1987 |
| Al Hilal          | Arabia Saudita         | 1987 - 1990 |
| America           | Brasil                 | 1990        |
| Al-Nassr          | Arabia Saudita         | 1990 - 1992 |
| Vasco da Gama     | Brasil                 | 1992 - 1993 |
| Bahia             | Brasil                 | 1994        |
| Fluminense        | Brasil                 | 1995        |
| Flamengo          | Brasil                 | 1996        |
| Botafogo          | Brasil                 | 1997        |
| Corinthians       | Brasil                 | 1997        |
| Flamengo          | Brasil                 | 1998        |
| Bahia             | Brasil                 | 1999        |
| Botafogo          | Brasil                 | 2000        |
| Vasco da Gama     | Brasil                 | 2000 - 2001 |
| Coritiba          | Brasil                 | 2001        |
| Vitória           | Brasil                 | 2002 - 2003 |
| Fluminense        | Brasil                 | 2003        |
| Guarani           | Brasil                 | 2004        |
| Internacional     | Brasil                 | 2004        |
| Vasco da Gama     | Brasil                 | 2004 - 2005 |
| Brasiliense       | Brasil                 | 2005        |
| Flamengo          | Brasil                 | 2005        |
| Vegalta Sendai    | Japón                  | 2006        |
| Fluminense        | Brasil                 | 2007        |
| Flamengo          | Brasil                 | 2007 - 2008 |
| Sudáfrica         | Sudáfrica              | 2008 - 2009 |
| Botafogo          | Brasil                 | 2010 - 2011 |
| Cruzeiro          | Brasil                 | 2011        |
| Bahia             | Brasil                 | 2011- 2012  |
| Flamengo          | Brasil                 | 2012        |
| Bahia             | Brasil                 | 2013        |
| Vasco da Gama     | Brasil                 | 2014        |
| Boavista          | Brasil                 | 2017        |
| Black Gold Oil FC | Estados Unidos         | 2017        |

## Palmarés

### Como jugador

#### Torneos regionales
| Título              | Club                  | Estado               | Año  |
| ------------------- | --------------------- | -------------------- | ---- |
| Campeonato Carioca  | Vasco da Gama         | Río de Janeiro       | 1970 |
| Campeonato Potiguar | América Futebol Clube | Río Grande del Norte | 1977 |
| Campeonato Potiguar | América Futebol Clube | Río Grande del Norte | 1979 |
| Campeonato Potiguar | América Futebol Clube | Río Grande del Norte | 1980 |

#### Torneos nacionales
| Título               | Club          | País   | Año  |
| -------------------- | ------------- | ------ | ---- |
| Campeonato Brasileño | Vasco da Gama | Brasil | 1974 |

### Como entrenador

#### Torneos regionales
| Título             | Club                  | Estado          | Año  |
| ------------------ | --------------------- | --------------- | ---- |
| Taça Guanabara     | Vasco da Gama         | Río de Janeiro  | 1987 |
| Taça Guanabara     | Vasco da Gama         | Río de Janeiro  | 1992 |
| Taça Río           | Vasco da Gama         | Río de Janeiro  | 1992 |
| Campeonato Carioca | Vasco da Gama         | Río de Janeiro  | 1992 |
| Taça Río           | Vasco da Gama         | Río de Janeiro  | 1993 |
| Campeonato Carioca | Vasco da Gama         | Río de Janeiro  | 1993 |
| Campeonato Baiano  | Esporte Clube Bahia   | Bahía           | 1994 |
| Campeonato Carioca | Fluminense FC         | Río de Janeiro  | 1995 |
| Taça Guanabara     | Flamengo              | Río de Janeiro  | 1996 |
| Taça Río           | Flamengo              | Río de Janeiro  | 1996 |
| Campeonato Carioca | Flamengo              | Río de Janeiro  | 1996 |
| Taça Guanabara     | Botafogo              | Río de Janeiro  | 1997 |
| Taça Río           | Botafogo              | Río de Janeiro  | 1997 |
| Campeonato Carioca | Botafogo              | Río de Janeiro  | 1997 |
| Campeonato Baiano  | Esporte Clube Bahia   | Bahía           | 1999 |
| Taça Río           | Vasco da Gama         | Río de Janeiro  | 2001 |
| Campeonato Baiano  | Esporte Clube Vitória | Bahía           | 2002 |
| Campeonato Baiano  | Esporte Clube Vitória | Bahía           | 2003 |
| Copa do Nordeste   | Esporte Clube Vitória | Región Nordeste | 2003 |
| Taça Guanabara     | Flamengo              | Río de Janeiro  | 2008 |
| Campeonato Carioca | Flamengo              | Río de Janeiro  | 2008 |
| Taça Guanabara     | Botafogo              | Río de Janeiro  | 2010 |
| Taça Río           | Botafogo              | Río de Janeiro  | 2010 |
| Campeonato Carioca | Botafogo              | Río de Janeiro  | 2010 |

#### Torneos nacionales
| Título                 | Club          | País                   | Año  |
| ---------------------- | ------------- | ---------------------- | ---- |
| UAE Pro League         | Al Wasl       | Emiratos Árabes Unidos | 1982 |
| UAE Pro League         | Al Wasl       | Emiratos Árabes Unidos | 1983 |
| UAE Pro League         | Al Wasl       | Emiratos Árabes Unidos | 1985 |
| Liga Profesional Saudí | Al Hilal      | Arabia Saudita         | 1988 |
| Liga Profesional Saudí | Al Hilal      | Arabia Saudita         | 1990 |
| Campeonato Brasileño   | Vasco da Gama | Brasil                 | 2000 |

#### Torneos internacionales
| Título                   | Club          | Sede      | Año  |
| ------------------------ | ------------- | --------- | ---- |
| Copa de Oro Nicolás Leoz | Flamengo      | Manaus    | 1996 |
| Copa Mercosur            | Vasco da Gama | São Paulo | 2000 |